# Ileopeltus cyclops
Ileopeltus cyclops är en insektsart som beskrevs av Rauno E. Linnavuori 1959. Ileopeltus cyclops ingår i släktet Ileopeltus och familjen dvärgstritar. Inga underarter finns listade i Catalogue of Life.